# Přebor Libereckého kraje 2013/2014
Přebor Libereckého kraje 2013/14 byl ročník fotbalové soutěže hrané v Libereckém kraji. Jeho účastníky byly:
- TJ Jiskra Mimoň
- SK Semily
- FK Jiskra Mšeno – Jablonec nad Nisou
- TJ Doksy
- TJ Sokol Bozkov
- TJ Desná
- SK Mírová pod Kozákovem
- FK Arsenal Česká Lípa
- FK Pěnčín-Turnov „B“
- SK Skalice
- FK Sedmihorky
- FK Slovan Hrádek nad Nisou 1910
- TJ Sokol Doubí
- TJ Jiskra Višňová